# 日戈尔
日戈尔（法語：Gigors，法語發音：[ʒigɔʁ]）是法国上普罗旺斯阿尔卑斯省的一个市镇，属于福卡尔基耶区。

## 地理
日戈尔（44°25'9"N, 6°9'34"E）面积13.69 平方千米，位于法国普罗旺斯-阿尔卑斯-蓝色海岸大区上普罗旺斯阿尔卑斯省，该省份为法国东南部内陆省份，北起上阿尔卑斯省，西接沃克吕兹省，西北接德龙省，南至瓦尔省，东临滨海阿尔卑斯省，东北部与意大利接壤。
与日戈尔接壤的市镇（或旧市镇、城区）包括：贝拉费尔、福孔迪凯尔、皮耶居、蒂里耶、旺特罗勒、罗什布吕讷。

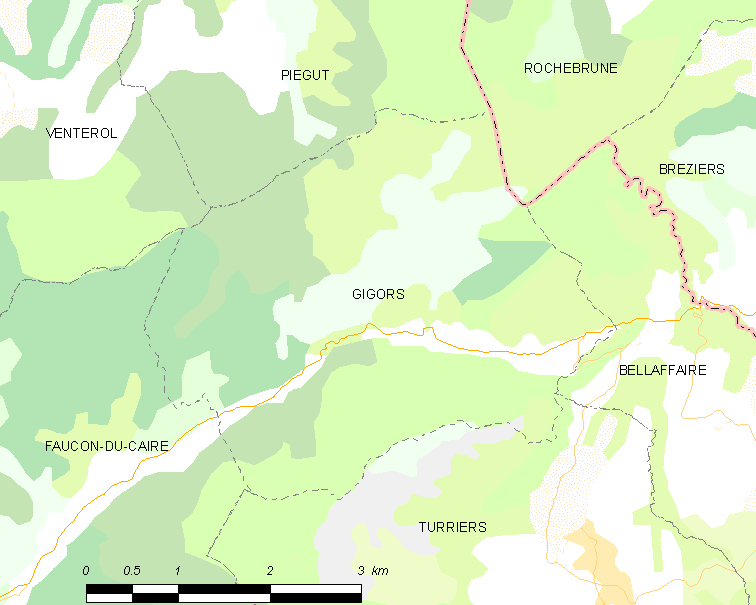
日戈尔的OSM定位图

日戈尔的时区为UTC+01:00、UTC+02:00（夏令时）。

## 行政
日戈尔的邮政编码为04250，INSEE市镇编码为04093。

## 政治
日戈尔所属的省级选区为塞讷县。

## 人口

1962-2008年间日戈尔人口变化图示

日戈尔于2022年1月1日时的人口数量为59人。